# Awangarda klasy
Awangarda klasy – pojęcie wywodzące się z teorii klas, myśli społecznej marksizmu. Jest to według tej teorii przodująca część danej klasy społecznej, jej siła kierownicza. 
Według tej teorii w społeczeństwach nowożytnych awangardą klasy są członkowie partii politycznych. W szczególności awangardę klasy robotniczej stanowią rewolucjoniści, członkowie, aktywiści i przywódcy robotniczych i komunistycznych partii, grup i kierunków.